# 譲渡試合
譲渡試合（じょうとしあい）とは、日本プロサッカーリーグ（Jリーグ）およびジャパン・プロフェッショナル・バスケットボールリーグ（B.LEAGUE）の試合で、公式試合のホームゲームの主管権（興行権）を、開催する各都道府県の協会に譲渡することが出来る仕組みである。

## 概要
Jリーグ・B.LEAGUEとも、試合の主催権（自己の名義において試合を開催すること）はそれぞれのリーグが有し、主管権（自己の責任と費用負担において試合を実施・運営すること）はリーグが有した上で、リーグ戦のホームゲームの主管をホームクラブに対して委譲している（Jリーグ規約第44条、Bリーグ規約第38条）。その上で、各クラブがリーグの承認を得た上で、ホームゲームの主管権をそれぞれの競技団体の都道府県協会に有償で譲渡（売却）することが出来る、というものである。
なお、Jリーグ・B.LEAGUEとも「ホームクラブの活動区域外のスタジアム/アリーナで実施する公式試合を自ら主管することができる」と定めており（Jリーグ規約第44条第3項、Bリーグ規約第38条第3項）、「リーグ主管の公式戦」が行われることがある（2015年までのJ1昇格プレーオフ決勝やBリーグチャンピオンシップファイナル、1993年のJリーグオープニングマッチなどが該当する）が、これは主管権が譲渡されたものではない（前述のとおり、試合の主管権はそもそもリーグが有している）ため、「譲渡試合」には該当しない。また、ホームクラブの活動区域（ホームタウン）外でホームゲームを行う場合でもリーグが承認の上でホームクラブが主管した場合は「譲渡試合」には該当しない（えがお健康スタジアムで開催した2017J1昇格プレーオフ準決勝・アビスパ福岡vs東京ヴェルディなど）。

## Jリーグ
Jリーグ規約第45条に規定が設けられている。
この条項に基づき、Jリーグでは「主管権譲渡規程」を定めており、主管権を譲渡するJリーグクラブと譲渡される都道府県サッカー協会の手続き並びに役割が以下のように明示されている（以下、本節において「第◯条」は主管権譲渡規定の各条文を指す）。
- 当該大会の開幕日の3ヶ月前までに、主管権を譲り受ける都道府県サッカー協会と連名でJリーグ事務局に所定の申込書を提出する。承認の可否は申請受領後14日以内にJリーグから回答がある。（第4条）
- 協会納付金（試合の入場料収入の3％相当額）を含め、試合の運営にかかる一切の費用は主管権を譲り受けた都道府県協会が全て負担する（第2条）。
- 都道府県協会は、Jリーグの事前の承認が得られた場合は当該試合会場の地方公共団体、新聞社または放送局の後援・協力を得ることが出来る（第2条）。
- 主管権の譲渡にかかる対価は、J1/J2で2,000万円以上（消費税除く）、J3で500万円以上（消費税除く）とする。
- 前述の放送局の後援等にかかわらず、試合の放映権は全てJリーグに帰属する。

Jリーグが始まった当初はクラブ数が少なかったため、Jリーグクラブのない地域で譲渡試合が行われることがあったが、クラブ数の増加やクラブライセンス制度の導入（スタジアム基準が策定されたほか、「ホームゲーム数の80%以上をホームスタジアムで開催すること」がライセンス発給要件となっている）などもあってほとんど行われていない。

## Bリーグ
Bリーグ規約第39条に規定が設けられている。
この条項に基づき、Bリーグでは「主管権譲渡規程」を定めている。
取扱手続き等はJリーグとほぼ同様で、主管権の譲渡にかかる対価は、B1で200万円以上（消費税除く）、B2で100万円以上（消費税除く）とされている。